# Karađorđevo (Bačka Topola, Srbija)
Karađorđevo  (ćir.: Карађорђево) je naselje u općini Bačka Topola u Sjevernobačkom okrugu u Vojvodini.

## Stanovništvo
U naselju Karađorđevo živi 590 stanovnika, od čega 469 punoljetana stanovnika s prosječnom starosti od 42,1 godina (39,7 kod muškaraca i 44,4 kod žena). U naselju ima 205 domaćinstva, a prosječan broj članova po domaćinstvu je 2,88.
Prema popisu iz 1991. godine u naselju je živjelo 588 stanovnika.
| Etnički sastav 2002. |            |        |
| Narod                | Stanovnika |        |
| Srbi                 | 535        | 90,67% |
| Mađari               | 21         | 3,55%  |
| Bunjevci             | 9          | 1,52%  |
| Crnogorci            | 5          | 0,84%  |
| Hrvati               | 4          | 0,67%  |
| Jugoslaveni          | 2          | 0,33%  |
| Česi                 | 1          | 0,16%  |
| Slovaci              | 1          | 0,16%  |
| Rusini               | 1          | 0,16%  |
| nepoznato            | 1          | 0,16%  |

| broj stanovnika | 997   | 1143  | 868   | 743   | 624   | 588   | 590   |
|                 | 1948. | 1953. | 1961. | 1971. | 1981. | 1991. | 2001. |

## Vanjske poveznice
- Karte, položaj vremenska prognoza  Arhivirana inačica izvorne stranice od 24. travnja 2009. (Wayback Machine)
- Satelitska snimka naselja